# Svartviksfjärden
Svartviksfjärden är en fjärd i Sundsvalls kommun öster om fastlandet och tätorten Svartvik som gett fjärden dess namn.

## Geografi
Svartviksfjärden är beläget i Sundsvalls skärgård med fjärden Draget i norr. Ljungan har sitt utlopp i fjärden vid tätorten Kvissleby i fjärdens södra ände.